# 143 (альбом)
143 — седьмой студийный альбом американской певицы и автора песен Кэти Перри, выпуск которого состоялся 20 сентября 2024 года. Альбом записан в жанре танцевальной музыки и был создан при участии давних коллабораторов певицы — Макса Мартина, Stargate, Cirkut и Dr. Luke, а также при участии новых для певицы продюсеров — Вона Оливера, Рокко Уолда, Malibu Babie и KBeazy. Певица Ким Петрас и рэп-исполнители 21 Savage, Доичи и JID выступили гостевыми исполнителями. Записанный преимущественно в жанре данс-поп, 143 также присущи яркие элементы хауса, европопа и EDM. Перри описала его как «полный удовольствия, любви и света». Название альбома является разговорным термином для выражения «I Love You» (с англ. — «Я люблю тебя»).
Премьера лид-сингла «Woman’s World» состоялась 11 июля. Второй сингл, «Lifetimes», был выпущен 9 августа. Премьера третьего сингла «I'm His, He's Mine», записанного при участия рэп-исполнительницы Доичи, состоялась 13 сентября. Певица выступила с песнями из альбома на премии MTV Video Music Awarrds, а также на фестивале Rock in Rio. 9 июня 2025 года Перри отправится в концертное турне «The Lifetimes», запланированное в поддержку альбома.
После выпуска, альбом подвергся сильной критике. Журналисты назвали его скучным и примитивным, также отметив, что ему не хватает оригинальности, а Перри копирует саму себя. В свою очередь, наличие Dr. Luke среди продюсеров альбома вызвало общественный резонанс, на фоне его неоднозначной репутации и неоднократных обвинений в неподобающем трудовом этикете и абьюзе со стороны женщин, работавших с ним. В коммерческом плане, 143 имел скромный успех, достигнув шестой позиции в американском чарте Billboard 200 с продажами в 48 тысяч копий, став её первой пластинкой, выпущенной на мейджор-лейбле, которая не достигла топ-5.

## Предыстория
В августе 2020 года Кэти Перри выпустила свой шестой студийный альбом Smile. Альбом был прохладно принят критиками и имел сдержанный успех, достигнув пика на 5-й строчке американского чарта Billboard 200 и покинув его через 4 недели. По словам самой певицы, альбом был посвящён «обращению к свету» и был вдохновлен депрессией певицы после тяжёлого периода в её жизни. В том же месяце певица родила свою первую дочь от актёра Орландо Блума Дейзи Дав, беременность которой также была отражена в альбоме.
В декабре 2021 года стартовала первая концертная резиденция певицы, получившая название Play и проходившая в Лас-Вегасе. Шоу длилось два года и получило положительные отзывы от критиков, отметивших сильное влияние стилистики кэмп на постановку. Весной 2024 года певица покинула судейское кресло в американском телевизионном шоу талантов American Idol, чему был посвящён тематический выпуск. Певица провела на шоу шесть лет и являлась самым высокооплачиваемым судьёй.

## Создание

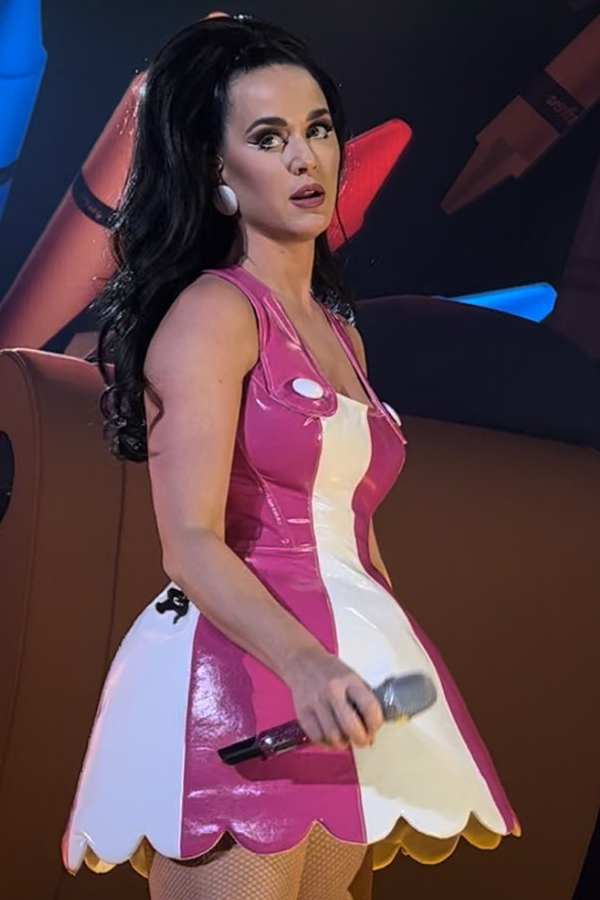
Перри выступает на концертной резиденции «Play» (декабрь 2021).

Впервые о своём седьмом студийном альбоме Кэти Перри упомянула в августе 2023 года на шоу «Good Morning America», сказав, что её новый материал создаётся «с любовью». Певица начала активно намекать на него в конце 2023 года, ближе к концу своей концертной резиденции. Певица окрестила его «KPSEX», заявляя при этом, что это будет «громкий» релиз и её лучшая работа. Певица продолжала подогревать слухи о его релизе на протяжении первой половины 2024 года, а в апреле заявила, что лид-сингл будет одной из её масштабнейших песен.
19 июня издание Rolling Stone раскрыло имена продюсеров альбома, среди которых оказались давние коллабораторы певицы — Макс Мартин, с которым певица не сотрудничала после альбома Witness (2017), Dr. Luke, чья последняя совместная работа с Перри представлена в её альбоме Prism (2013), а также Stargate, которые работали с Перри для её предыдущего альбома Smile. Помимо них, было также объявлено, что в создании альбома приняли участие Вон Оливер и Рокко Уолд, для которых эта первая коллаборация с певицей.
Описывая альбом, певица сказала, что это «тот альбом, который [она] всегда хотела записать». Она отметила, что в течение последних восьми лет она хотела записать два альбома — акустический и танцевальный, и она «наконец-то создала танцевальный альбом».

## Концепция
Кэти поставила задачу создать смелый, жизнерадостный, праздничный танцевальный поп-альбом с символическим числовым выражением любви в числе 143 в качестве нативного послания. Результатом стало сексуальное, бесстрашное возвращение многогранного музыканта к прежней форме с альбомом, наполненным вдохновляющими, сексуальными и провокационными поп-гимнами, которые вы уже полюбили. В этом альбоме много души и быстрого темпа.
Описывая настроение альбома, певица сказала во время своей прямой трансляции: «Альбом полон удовольствия, любви и света, [...] некоторые песни очень яркие, некоторые очень сексуальные — именно так я себя чувствую, когда мне почти 40 лет». Она также добавила: «У этого альбома очень мощная энергия, он очень летний, он очень энергичный». В интервью радиостанции NRJ Перри сообщила, что альбом концептуально разделён на три части: первую часть певица сравнила со своим трэп-поп синглом «Dark Horse» (2013), вторую с дип-хаус композицией «Walking on Air» (2013), а третью она сравнила с бабблгам-композицией «California Gurls» и назвала её «квинтэссенцией меня».

### Название
143 — код выражения «I love you» («Я люблю тебя»), использовавшееся на пейджерах в девяностых и составленное из количества букв в каждом слове этой фразы. Перри объяснила решение дать такое название альбому: «Я назвала его „143“, что означает „я люблю тебя“, и я хочу, чтобы вы почувствовали любовь через музыку». В интервью Зейну Лоу на Apple Music 1 она также добавила: «Это число моего ангела. Это мой символ, это мой знак. Пару лет назад у нас в семье были небольшие трудности с медицинской точки зрения, и это было немного пугающе, и я начала видеть число 143 во многих местах, не только в телефоне».

### Визуальное оформление
Для разных изданий альбома, доступных для покупки на официальном сайте певицы, было создано шесть разных обложек. На основной обложке, использующейся для цифрового издания и стандартного CD-издания Перри изображена «в абсолютно прозрачном пластиковом бюстгальтере, напоминающем броню, подчёркивающем плечи и бедра. Переливающийся саронг обвивает её талию и ноги, и кажется, что она парит в воздухе на фоне круга, окрашенном в стиле tie-dye. Её длинные черные волосы развиваются на ветру. Также образ певицы включает в себя ресницы с бахромой и губы персикового цвета».

## Музыка и лирика
Согласно описанию альбома на сайте певицы, он относится к жанру данс-поп. Многие песни на альбоме имеют характерные элементы жанров хаус, европоп и EDM. Насчёт лирики, певица отметила, что 143 «не очень глубокий в плане лирики». Продюсером десяти из одиннадцати песен на альбоме выступил Dr. Luke. «Wonder», последний трек, был спродюсирован продюсерской командой Stargate и Circut. В свою очередь, Перри выступила автором каждой песни.
«Кричащий» лид-сингл и первый трек альбома, «Woman's World», воспевает женский успех и признание. Перри сравнила песню со своими старыми мотивирующими песнями, «Roar» и «Firework», заявив, что она хотела «продолжить в таком же стиле». Также она отметила влияние на песню материнство, заявив, что став матерью она «почувствовала связь со своим божественным женским началом».В музыкальном плане, «Woman's World» — это композиция в стиле данс-поп, с «эйфоричным» звучанием и «взрывным» припевом. Громкие, «пульсирующие» синтезаторы в аранжировке песни вызвали сравнение с синглом Леди Гаги «Stupid Love». «Gimme Gimme» — трэп-поп-композиция, повествующая о сексе без обязательств. Она записана при участии рэпера 21 Savage, в то время как третья композиция, «Gorgeous», записана при участии Ким Петрас. Песня повествует о женской вечеринке. Вокал Петрас в треке сравнили со стилем исполнения Charli XCX.
Четвёртая композиция и второй сингл «I'm His, He's Mine», записанная при участии рэп-исполнительницы Доичи — клубная композиция, в которой артистки предупреждают другую женщину не подходить к их мужчинам. В песне активно используется сэмпл из песни Кристал Уотерс «Gypsy Woman». Пятый трек, «Crush», записанный в стиле еврохаус, описали как «заедающий» и сравнивали с песнями «Dragostea Din Tei» молдавской группы O-Zone и «Padam Padam» Кайли Миноуг. Песня описывает внезапную влюблённость певицы. В ней содержится сэмпл из композиции French Affair «My Heart Goes Boom (La Di Da Da)». Второй сингл, «Lifetimes», был вдохновлён дочерью певицы. «Забавно, что ты всю жизнь ищешь свою вторую половинку [...] моя явилась ко мне в Дейзи. Я написала 'Lifetimes' о ней. Каждый вечер, перед сном, я говорю ей: 'Я люблю тебя', а потом спрашиваю: 'Ты найдёшь меня в следующей жизни?', и она отвечает: 'Да'» — объяснила Перри историю создания песни. Хаус-поп композиция начинается с фортепианной мелодии, которую сравнивали с композицией «Rich in Paradise» группы «FPI Project».
«All the Love» — танцевальная баллада в стиле музыки восьмидесятых, в которой певица повествует о её отношениях с Орландо Блумом, а также упоминает её расставание с бывшим мужем Расселом Брендом. Восьмая композиция, «Nirvana», — «сюрреалистичная» европоп композиция, в которой Перри просить своего мужчину «довести её до Нирваны». В «Artificial», записанной при участии рэпера JID, Перри поёт о «бионическом» мужчине, задаваясь вопросами, есть ли у него сердце, и реален ли он. Лирической содержание композиции сравнили с её хит-синглом «E.T.». В предпоследнем треке «Truth» Перри поёт о напряжении в отношениях и надвигающемся расставании, говоря своему возлюбленному: «Скажи мне правду, даже если она меня ранит». «»Закрывающую композицию «Wonder» описали как «детский напев», имеющий сильный припев и повествующий о «бесконечной любви». В песне звучит голос дочери певицы, Дейзи Дав, которой также посвящена эта песня.

## Выпуск и продвижение
10 июля на сайте певицы были раскрыты официальное название, дата релиза и обложка альбома, а также открыты предзаказы стандартного и делюкс-изданий альбома. Позже певица поделилась отрывками некоторых песен из альбома на своих прямых трансляциях. Среди продемонстрированных песен были «I'm His, He's Mine», записанная при участии американской рэп-исполнительницы Доичи и содержащая сэмпл из песни Кристал Уотерс «Gypsy Woman (She’s Homeless)» (1991), «Gimme Gimme», записанная при участии американского рэпера 21 Savage и «Nirvana». 12 июля в интервью Apple Music она поделилась отрывками песен «Gorgeous» и «Lifetime», а 19 июля она опубликовала отрывок «Lifetime» на свой канал на YouTube. В интервью радиостанции NRJ она анонсировала песни «Crush» и «Artificial». Перри анонсировала треклист альбома и гостевых исполнителей 9 августа, в видеоклипе на сингл «Lifetimes».
11 сентября Перри выступила на премии MTV Video Music Awards, где она получила специальную награду «Признание поколения». В рамках выступления, певица исполнила несколько своих хитов, а также два сингла из 143 — «Lifetimes» и «I'm His, He's Mine». В день релиза альбома певица выступила на фестивале «Rock in Rio», исполнив там, помимо хитов из прошлых альбомов, выпущенные ранее синглы из 143 и песни «Gorgeous», «Nirvana» и «Gimme Gimme». 26 сентября певица выпустила специальное издание 143, получившее название I Love You IRL, в которое были включены записи с этого выступления. 28 сентября Перри выступила в финале AFL в Австралии, где исполнила «Gorgeous» и «Lifetimes».
В день выпуска альбома, певица намекнула на выход делюкс-издания пластинки с дополнительными бонус-треками. 23 сентября певица выпустила делюкс-издание альбома, получившее название 143: I Love You More и доступное для покупки только на её сайте для жителей США и Австралии в течение ограниченного времени. Через три месяца, 20 декабря на стриминговых сервисах состоялся выход обновлённой версии альбома, которая получила название 1432. В неё вошли выпущенные ранее бонус-треки из разных изданий альбома, а также новая песня «OK», написанная в соавторстве с канадской исполнительницей Лу Калой.

### Синглы

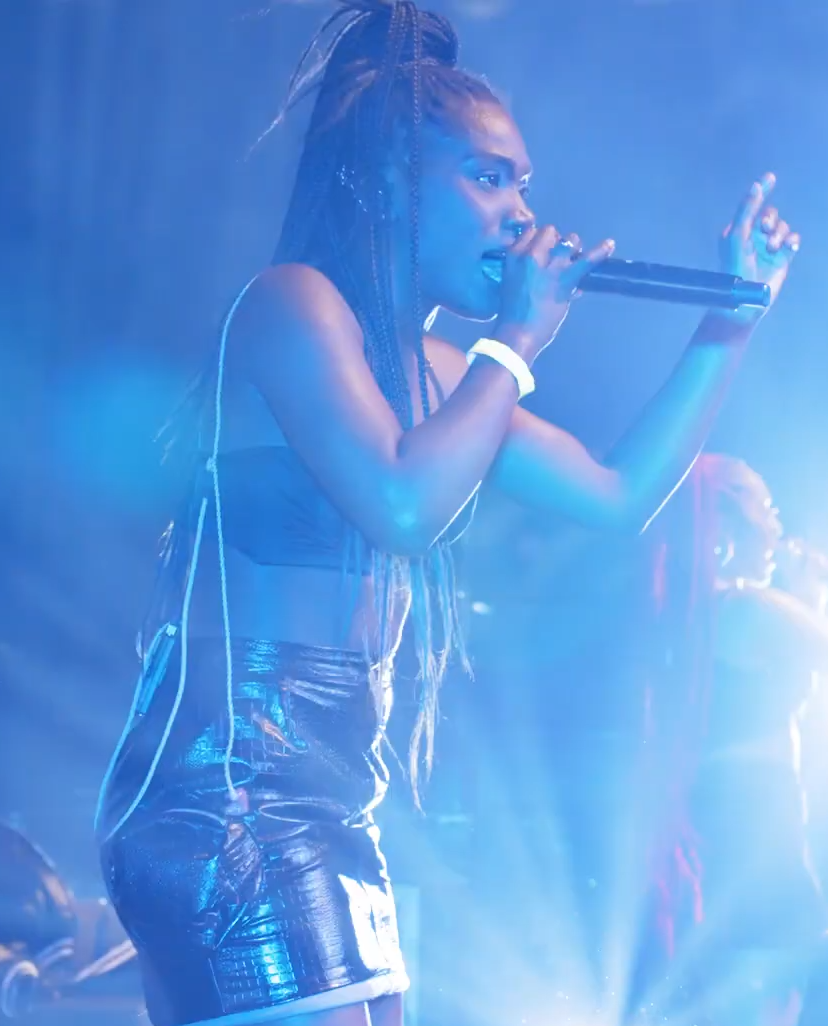
Рэп-исполнительница Доичи приняла участие в записи третьего сингла «I'm His, He's Mine».

11 июля 2024 года состоялась премьера заглавного сингла из альбома, «Woman's World», а также видеоклипа на него, в котором представлено камео американской интернет-звезды Триши Пейтас. На следующий день сингл попал в ротацию на американские и европейские радиостанциях, а также стал доступен для покупки на семидюймовом виниле и CD. Перри релиз сингла 17 июня 2024 года и поделилась его отрывком. Сингл получил в основном негативные отзывы от критиков, которые сочли лирику песни слишком банальной, а The Guardian назвал  песню «устаревшей попыткой написать феминистский гимн о том, что женщины могут получить всё». В коммерческом плане «Woman's World» также не сумел снискать успеха, дебютировав на 63-й строчке в американском чарте Billboard 200, что является третьим самым низким дебютом для лид-сингла в карьере Перри, после «Roar», — № 85, — и «I Kissed a Girl» — № 76. Сингл также дебютировал на 47-й строчке в британском сингловом чарте и 77-й позиции в Канаде.
25 июля, в интервью шоу «The One Show» на BBC певица анонсировала, что вторым синглом из альбома станет песня «Lifetimes». 29 июля была объявлена дата выпуска сингла и видеоклипа, снятого на Балеарских Островах, — 9 августа. Сингл дебютировал на 89-й позиции британского синглового чарта и на 15-й позиции в американском чарте Billboard Bubbling Under Hot 100.
Премьера третьего сингла «I'm His, He's Mine», записанного при участия рэп-исполнительницы Доичи, состоялась 13 сентября. За два дня до этого Перри и Доичи исполнили его на церемонии вручения MTV Video Music Awards.

### Тур
В интервью для NRJ в июле 2024 года певица сказала, что желает отправиться в концертный тур в поддержку 143. 25 сентября Перри анонсировала тур «The Lifetimes», первое шоу которого пройдёт 9 июня 2025 года в Сиднее.

## Отзывы и критика
| Совокупная оценка    | Совокупная оценка |
| Источник             | Оценка            |
| -------------------- | ----------------- |
| Metacritic           | 37/100            |
| Оценки критиков      |                   |
| Источник             | Оценка            |
| The Arts Desk        | [ 84 ]            |
| Business Insider     | 1.8/10            |
| Clash                | 5/10              |
| The Guardian         | [ 86 ]            |
| The Independent      | [ 87 ]            |
| The Line of Best Fit | 2/10              |
| NME                  | [ 89 ]            |
| Rolling Stone        | [ 90 ]            |
| Slant Magazine       | [ 91 ]            |

После выпуска, альбом был разгромлен музыкальными критиками. Многие журналисты сошлись во мнении, что большую роль в восприятии альбом сыграли последние релизы исполнительниц Чапелл Рон, Charli XCX и Сабрины Карпентер, которые задали «высокую планку» для поп-музыки, и на фоне которых 143 звучит «невдохновляюще» и «вторично».
Робин Мюррей из Clash написал, что 143 «не так уж плох», выделив коллаборацию с Ким Петрас «Gorgeous», «Nirvana» и «Crush», а также назвал JID «одним из лучших гостей на альбоме». Алекс Петрид из The Guardian оценил пластинку в две звезды из пяти, назвав песню «Wonder» её лучшей частью. Рецензент посчитал основным недостатком альбома его устаревшее и «примитивное» звучание. Ройзин О'Коннор из The Independent дал 143 две звезды из пяти, заключив, что «чувство юмора, которое привело Перри к международной славе, сменилось усталостью от индустрии, в которой она когда-то доминировала». Она назвала «All the Love» лучшей композицией на альбоме, заявив, что в песне Перри демонстрирует «своё лучшее вокальное исполнение со времён 'Never Really Over'».
Танатат Куттаппан из The Line of Best Fit оценил альбом в два балла из десяти. По его мнению, на 143 «ничего не блистает, он построен на лёгких концовках и простых эмоциях, ориентированных на массового потребителя, но [Кэти] не понимает, что массовый потребитель на такое уже не купится». Он назвал «Wonder» лучшей композицией альбома, а «Artificial» он окрестил «дешёвой копией» «E.T.». Ник Левайн в статье для NME заметил, что «Перри воссоединилась со своими старыми коллабораторами, но не смогла воссоздать ту магию». Оценив альбом в две звезды из пяти, он похвалил припев «Lifetimes», сказав, что он «впивается в мозг», и назвал «Crush» приятным клубным «бэнгером». Он также похвалил присутствие в песне «Gorgeous» Ким Петрас, отметив, что она привнесла в композицию «хаотичную энергию, в которой эта песня так нуждалась». Как и рецензент из The Line of Best Fit, он назвал «Artificial» копией «E.T.». Он подытожил свою рецензию, отметив, что Перри «не удаётся вернуть своё прежнее чувство юмора».
Келли Ольгрим в рецензии для Business Insider заключила, что «на 143 нет ни одной выдающейся песни». Оценив альбом в 1.8 баллов из десяти, она назвала куплет Доичи лучшей частью этого альбома. Мора Джонстон из Rolling Stone оценила альбом в полторы из пяти звёзд, отметив, что «максималистский продакшн, который когда-то был её „фишкой“, теперь звучит устаревше, как Vine». В статье для Slant Том Уильямс отметил, что «на протяжении всего альбома звучат безжизненные EDM-биты». Он также раскритиковал приглашённых артистов, но похвалил куплет Доичи, которая, по его мнению, «не спасла „безжизненный“» «I'm His, He's Mine». Он выделил песни «Wonder» и «Lifetimes» как лучшие песни на альбоме, заметив, что «Lifetimes» имеет «яркий мелодичный хук, напоминающий, что Перри и её соавторы ещё могут создавать вещи, приятные на слух». The Arts Desk также дали альбому прохладный отзыв, оценив его в две из пяти звёзд. Los Angeles Times заключили: «в год главенства поп-музыки, новый поп-альбом Кэти Перри — полный мусор».

## Коммерческий успех
В США, за дебютную неделю альбом разошёлся тиражом в 48 тысяч копий, из которых 37,500 — «чистые». Тираж оказался на две тысячи меньше, чем дебют предыдущего альбома певицы, Smile, и всего на одну тысячу больше чем у альбома One of the Boys (2008), чей дебют в 47 тысяч копий остаётся самым низким в карьере певицы. В альбомном чарте Billboard 200 пластинка дебютировала на шестой позиции, став первой в её карьере, не вошедшей в топ-5. В Великобритании, альбом дебютировал также на шестой строчке с продажами в 9,250 копий, став пятым альбомом Перри подряд, вошедшим в верхнюю «десятку» чарта.
Альбом показал себя гораздо лучше в альбомном чарте Австралии, где дебютировал на второй строчке местного чарта, продлив её серию из пяти альбомов, вошедших в топ-3.  Помимо Австралии, альбом также достиг топ-10 Новой Зеландии, Италии, Шотландии, Бельгии и Австрии. В Испании 143 стал первым альбомом Перри после Witness, который достиг топ-3, расположившись на третьей позиции. В Канаде альбом дебютировал на 42-й позиции, став первым её альбомом, не вошедшим в топ-10.

## Скандалы

### Сотрудничество с Dr. Luke
После того как стало известно, что в создании альбома и, в частности, его лид-сингла «Woman's World» участвует продюсер Лукаш Готтвальд, более известный как Dr. Luke, ранее обвинённый в изнасиловании со стороны певицы Кеши, а также в ненадлежащих трудовых условиях со стороны Пинк, Келли Кларксон и Бекки Джи, многие пользователи сети, журналисты и медийные личности раскритиковали решение певицы сотрудничать с ним. После того, как была обнародована информация об этом сотрудничестве, Кеша оставила запись в своём твиттере, написав там лишь жаргонную аббревиатуру LOL, что было расценено пользователями сети как её реакция на эту новость. После выхода «Woman's World», Эбигейл Бреслин, ранее рассказавшая, что также является жертвой изнасилования, раскритиковала сотрудничество Перри и Готтвальда, заявив, что «это только усиливает представление о том, что мужчины могут совершать отвратительные поступки и это будет сходить это с рук».
Критике и сомнению подвергся феминистический подтекст сингла «Woman's World». Алекса Кэмп в статье для издания Slant раскритиковала феминистический посыл «Woman's World», назвав это «фальшивым, псевдодуховным заявлением», отметив участие в создании сингла Готтвальда.

### Судебный иск
13 августа Департамент окружающей среды правительства Балеарских островов начал расследование, выясняя, привели ли съёмки видеоклипа на сингл «Lifetimes» в природном парке Сес-Салинес на островке С'Эспальмадор к каким-либо последствиям для окружающей среды. Министерство подтвердило, что компания, ответственная за создание видео, не получала и не подавала заявку на получение разрешения на съёмку в охраняемой зоне.

## Список композиций
| №                   | Название                                 | Автор(ы)                                                                                           | Продюсер(ы)                                                      | Длительность |
| ------------------- | ---------------------------------------- | -------------------------------------------------------------------------------------------------- | ---------------------------------------------------------------- | ------------ |
| 1.                  | «Woman’s World»                          | Перри Готтвальд Хлоя Анджелидес Аарон Джозеф Вон Оливер Рокко Уолдс                                | Dr. Luke Огрен [a] Томпсон [a] Джозеф Rocco Did It Again! Оливер | 2:43         |
| 2.                  | «Gimme Gimme» (при участии 21 Savage)    | Перри Готтвальд Райан Огрен Шайя Бин Э́йбрахам-Джозеф Уолдс Терон Томас Джамал Льюис Феррас Алкайси | Dr. Luke Огрен [a] Томпсон [a] Джозеф Rocco Did It Again!        | 2:57         |
| 3.                  | «Gorgeous» (при участии Ким Петрас)      | Перри Готтвальд Петрас Оливер Malibu Babie Анджелидес Макс Мартин Джозеф Уолдс Дэвин Уилскс        | Dr. Luke Огрен [a] Томпсон [a] Джозеф Malibu Babie Оливер        | 3:17         |
| 4.                  | «I'm His, He's Mine» (при участии Доичи) | Перри Готтвальд Джейла Хикмон Льюис Уолдс Алкайси Огрен Томас                                      | Dr. Luke Огрен [a] Томпсон [a] Джозеф Rocco Did It Again!        | 3:18         |
| 5.                  | «Crush»                                  | Перри Готтвальд Огрен Уолдс Томас Киган Бах Эмили Уолрен Скотт Харрис Сара Хадсон Даллас Кельке    |                                                                  | 2:57         |
| 6.                  | «Lifetimes»                              | Перри Льюис Готтвальд Уолдс Хадсон Огрен Томас Оливер                                              | Dr. Luke Огрен [a] Томпсон [a] Джозеф Оливер                     | 3:12         |
| 7.                  | «All The Love»                           | Перри Готтвальд Оливер Джозеф Огрен Бах Алкайси                                                    | Dr. Luke Огрен [a] Томпсон [a] Джозеф Оливер Джозеф KBeazy       | 3:15         |
| 8.                  | «Nirvana»                                | Перри Готтвальд Оливер Джозеф Огрен Уолдс Бах Хадсон Томас Уоррен Хадсон                           | Dr. Luke Огрен [a] Томпсон [a] Джозеф Оливер Джозеф KBeazy       | 2:51         |
| 9.                  | «Artificial» (при участии JID)           | Перри Готтвальд Анджелидес Дестин Раут Джозеф Бах Хадсон Сэмюель Каталано                          | Dr. Luke Огрен [a] Томпсон [a] Джозеф KBeazy                     | 2:43         |
| 10.                 | «Truth»                                  | Перри Готтвальд Оливер Огрен Льюис Хадсон                                                          | Dr. Luke Огрен [a] Томпсон [a] Джозеф Оливер                     | 2:57         |
| 11.                 | «Wonder»                                 | Кэти Перри Като Сундберг Кент Сундберг Алкайси Тор Эрик Хермансен Миккель С. Эриксен Генри Уолтер  | Stargate [b] Cirkut [b]                                          | 3:24         |
| Общая длительность: | Общая длительность:                      | Общая длительность:                                                                                | Общая длительность:                                              | 33:34        |

| №                   | Название            | Автор(ы)                                  | Продюсер(ы)         | Длительность |
| ------------------- | ------------------- | ----------------------------------------- | ------------------- | ------------ |
| 12.                 | «Has a Heart»       | Перри Готвальд Оливер Вальдес Огрен Льюис | Dr. Luke Оливер     | 2:49         |
| Общая длительность: | Общая длительность: | Общая длительность:                       | Общая длительность: | 36:23        |

| №                   | Название                       | Автор(ы)                                  | Продюсер(ы)         | Длительность |
| ------------------- | ------------------------------ | ----------------------------------------- | ------------------- | ------------ |
| 12.                 | «No More Tears for New Year's» | Перри Готтвальд Уолдс Огрен Томас Алкайси | Dr. Luke            | 3:23         |
| Общая длительность: | Общая длительность:            | Общая длительность:                       | Общая длительность: | 36:57        |

| №                   | Название                       | Автор(ы)                                        | Продюсер(ы)                                        | Длительность |
| ------------------- | ------------------------------ | ----------------------------------------------- | -------------------------------------------------- | ------------ |
| 12.                 | «I Woke Up»                    | Перри Готтвальд Льюис                           | Dr. Luke                                           | 2:28         |
| 13.                 | «No Tears for New Year's»      | Перри Готтвальд Уолдс Огрен Томас Алкайси       | Dr. Luke                                           | 3:23         |
| 14.                 | «Gimme Gimme» (сольная версия) | Перри Готтвальд Уолдс Огрен Томас Льюис Алкайси | Dr. Luke Rocco Did It Again! Огрен [a] Томпсон [a] | 2:44         |
| Общая длительность: | Общая длительность:            | Общая длительность:                             | Общая длительность:                                | 42:09        |

| №                   | Название                                            | Автор(ы) | Длительность |
| ------------------- | --------------------------------------------------- | --- | ------------ |
| 12.                 | «Woman's World» (запись выступления в Бразилии)     | Перри Готтвальд Анджелидес Джозеф Оливер Уолдс                                                                  | 3:18         |
| 13.                 | «California Gurls» (запись выступления в Бразилии)  | Перри Кельвин Бродус Мартин Готтвальд Бонни Макки                                                               | 3:17         |
| 14.                 | «Teenage Dream» (запись выступления в Бразилии)     | Перри Гоотвальд Мартин Бенджамин Левин Макки                                                                    | 3:43         |
| 15.                 | «Part of Me» (запись выступления в Бразилии)        | Перри Макки Готтвальд Мартин Уолтер                                                                             | 4:03         |
| 16.                 | «Dark Horse» (запись выступления в Бразилии)        | Перри Готтвальд Уолтер Хадсон Джордан Хьюстон Мартин                                                            | 2:48         |
| 17.                 | «Never Really Over» (запись выступления в Бразилии) | Перри Дагни Сандвик Мишель Базз Джейсон Гилл Джино Барлетта Хейли Уорнер Антон Заславский Ли Куни Дэниэл Джеймс | 3:36         |
| 18.                 | «Wide Awake» (запись выступления в Бразилии)        | Перри Готтвальд Мартин Макки Уолтер                                                                             | 3:41         |
| 19.                 | «Lifetimes» (запись выступления в Бразилии)         | Перри Льюис Готтвальд Уолдс Хадсон Огрен Томас Оливер                                                           | 3:11         |
| Общая длительность: | Общая длительность:                                 | Общая длительность:                                                                                             | 1:01:11      |

| №   | Название                  | Автор(ы)                                  | Продюсер(ы)     | Длительность |
| --- | ------------------------- | ----------------------------------------- | --------------- | ------------ |
| 12. | «I Woke Up»               | Перри Готтвальд Льюис                     | Dr. Luke        | 2:28         |
| 13. | «Has a Heart»             | Перри Готвальд Оливер Вальдес Огрен Льюис | Dr. Luke Оливер | 2:49         |
| 14. | «No Tears for New Year's» | Перри Готтвальд Уолдс Огрен Томас Алкайси | Dr. Luke        | 3:23         |
| 15. | «OK»                      |                                           |                 |              |

## Участники записи

### Музыка
- Кэти Перри – вокал
- Лукаш Готвальд – бэк-вокал (треки 1, 2, 6, 8, 9)
- Хлоя Анджелидес – бэк-вокал (треки 1, 3)
- 21 Savage – вокал (трек 2)
- Ким Петрас – вокал (трек 3)
- Доичи – вокал (трек 4)
- KBeazy – бэк-вокал (трек 9)
- JID – вокал (трек 9)
- Лия Джерде Драблос – бэк-вокал (трек 11)
- Тиус Лука Сундберг – бэк-вокал (трек 11)
- Кнут-Ингольф Бренна –гитара (трек 11)
- Cirkut – программирование на синтезаторе (трек 11)
- Stargate – программирование на синтезаторе (трек 11)
- Катон Сундберг – программирование на синтезаторе (трек 11)
- Томас Андерссон Драблос – программирование на синтезаторе (трек 11)

### Техника
- Дейл Беккер – мастеринг
- Сербан Генеа – сведение
- Клинт Гиббс – инженер (треки 1-10)
- Калани Томпсон – инженер (треки 1-10)
- Тайлер Шеппард – инженер (треки 1-10)
- Cirkut – инженер (трек 11)
- Stargate – инженер (трек 11)
- Джон Хейнс – инженер иммерсивного микширования
- Кэти Харви – ассистент при мастеринге
- Ной Маккоркл – ассистент при мастеринге
- Брайс Бордоне – ассистент при сведении
- Грант Хортон – инженерная помощь (треки 1-10)
- Рэйчел Финдлен – инженерная помощь (треки 1-10)
- Эшли Гиббс – координатор производства
- Синтия Де Ла О – координатор производства
- Кент Сандберг – аранжировка для хора (трек 11)

### Визуальное оформление
- Джек Бриджленд – фотография, творческое оформление
- OTM – творческое оформление
- Тал Мидьян – творческое оформление
- Крис Альбо – творческое оформление

## Чарты
| Чарт (2024)                                | Высшая позиция |
| ------------------------------------------ | -------------- |
| Австралия (ARIA)                           | 2              |
| Австрия (Ö3 Austria)                       | 8              |
| Бельгия/Фландрия (Ultratop)                | 6              |
| Бельгия/Валлония (Ultratop)                | 5              |
| Канада (Canadian Albums Chart)             | 42             |
| Хорватия (HDU International Albums)        | 24             |
| Нидерланды (Album Top 100)                 | 13             |
| Франция (SNEP)                             | 14             |
| Германия (Offizielle Top 100)              | 16             |
| Греция (IFPI Greece)                       | 62             |
| Ирландия (Irish Albums Chart)              | 20             |
| Италия (FIMI)                              | 6              |
| Япония (Oricon Digital Albums)             | 29             |
| Япония (Billboard Japan Hot Albums)        | 74             |
| Новая Зеландия (RMNZ)                      | 9              |
| Шотландия (Scottish Albums Chart)          | 4              |
| Испания (PROMUSICAE)                       | 3              |
| Швеция (Sverigetopplistan Physical Albums) | 18             |
| Швейцария (Schweizer Hitparade)            | 12             |
| Великобритания (UK Albums Chart)           | 6              |
| США (Billboard 200)                        | 6              |

## История выпуска
| Регион    | Дата             | Формат(ы)                                      | Издание(я)           | Лейбл   | Ист.    |
| --------- | ---------------- | ---------------------------------------------- | -------------------- | ------- | ------- |
| Мир       | 20 сентября 2024 | Кассета CD цифровая дистрибуция стриминг винил | Стандартное          | Capitol | [ 155 ] |
| Мир       | 20 сентября 2024 | Винил                                          | Делюксовое           | Capitol | [ 156 ] |
| США       | 20 сентября 2024 | CD винил                                       | Target               | Capitol | [ 157 ] |
| США       | 23 сентября 2024 | Цифровая дистрибуция                           | 143: I Love You More | Capitol | [ 57 ]  |
| Австралия | 23 сентября 2024 | Цифровая дистрибуция                           | 143: I Love You More | Capitol | [ 57 ]  |
| США       | 26 сентября 2024 | Цифровая дистрибуция                           | 143: I Love You IRL  | Capitol | [ 53 ]  |
| Мир       | 20 декабря 2024  | Цифровая дистрибуция стриминг                  | 1432                 | Capitol | [ 58 ]  |